# João Pinho
João Guimarães Pinho (Laguna, 30 de março de 1865 — Rio de Janeiro, fevereiro de 1948) foi um político brasileiro.
Filho de Manuel José Dias de Pinho e de Maria Guimarães Pinho. Casou duas vezes, a primeira com Maria Otília Martins Pinho, e a segunda com Bárbara Gomes Pinho. Deixou descendentes.
Trabalhou na firma Pinho e Cia., a qual posteriormente dirigiu.
Foi deputado à Assembleia Legislativa de Santa Catarina na 6ª legislatura (1907 — 1909), na 7ª legislatura (1910 — 1912), na 8ª legislatura (1913 — 1915), na 9ª legislatura (1916 — 1918), na 10ª legislatura (1919 — 1921), na 11ª legislatura (1922 — 1924), na 12ª legislatura (1925 — 1927), e na 13ª legislatura (1928 — 1930).
Governou o estado de Santa Catarina interinamente por duas vezes, de 20 de junho a 28 de setembro de 1914 e de 23 de junho a 11 de agosto de 1915.